# Gazimurszkij Zavod
Gazimurszkij Zavod (oroszul: Газимурский Завод) falu Oroszország ázsiai részén, a Bajkálontúli határterületen, a Gazimurszkij Zavod-i járás székhelye.

## Elhelyezkedése
A Gazimur (az Arguny mellékfolyója) jobb partján, a határterület keleti részén, Csitától kb. 500 km-re délkeletre helyezkedik el. A legközelebbi vasútállomás a 173 km-re fekvő Szretyenszkben van.

## Története
A környéken található ezüstérc feldolgozására 1778-ban ezüstolvasztó létesült, majd néhány évvel később vasérclelőhelyet is találtak. Az üzem körül nagy település alakult ki, melyet szintén Gazimurszkij Zavodnak ('gazimuri gyár') neveztek. Az üzem 1846-ig működött. 

## Népessége
- 2002-ben 2465 fő[1]
- 2010-ben 2657 fő volt.[2]